# Градица
Градица (алб. Gradicë) је насеље у општини Глоговац, Косово и Метохија, Република Србија.

## Становништво
| Демографија | Демографија | Демографија |
| Година      | Становника  | Становника  |
| ----------- | ----------- | ----------- |
| 1948.       | 574         |             |
| 1953.       | 629         |             |
| 1961.       | 723         |             |
| 1971.       | 918         |             |
| 1981.       | 1.033       |             |
| 1991.       | 1.131       |             |